# Куду, Фред Оттович
Фред О́ттович Куду (эст. Fred Kudu; 4 января 1917, Пернов, Лифляндская губерния — 29 сентября 1988, Тарту) — эстонский и советский легкоатлет и тренер по лёгкой атлетике, заслуженный тренер СССР (1964).

## Биография
Родился 4 января 1917 года в Пернове. Спортом занимался с 12 лет: лёгкой атлетикой, лыжным спортом, верховой ездой и автогонками. Окончил гимназию Якоба Вестхольма в 1936 году и отделение физического воспитания медицинского факультета Тартуского университета в 1940 году.

### Спортсмен
Лёгкой атлетикой занялся в 1933 году под руководством Александра Клумберга. В 1934 и 1935 годах становился абсолютным чемпионом Тартуского университета по лёгкой атлетике, в 1939 году стал чемпионом страны по прыжкам в длину. Личные рекорды в беге на 100 м — 11,0 с (1939), в прыжках в длину — 7,25 м (1940). Пять раз выступал за сборную Эстонии на международных соревнованиях.

### Тренер
С 1940 года Куду занимался преподавательской и тренерской деятельностью в Тартуском университете. Участник Великой Отечественной войны, службу проходил в 7-й стрелковой дивизии инструктором по физподготовке. Заведующий учебно-спортивным отделом Спорткомитета Эстонской ССР в 1943—1944 годах, декан факультета физического воспитания Тартуского государственного университета в 1944—1950, 1952—1957 и 1960—1965 годах, заведующий кафедрой лёгкой атлетики в 1944—1950 и 1952—1973 годах.
Работая на факультете физического воспитания в Тартуском университете (преподавал на кафедре лёгкой атлетики и лыжного спорта), Куду создал материально-техническую базу: тренажёрные залы, спортивный стадион, спортивную базу в деревне Кяярику, сооружения для занятия академической греблей и конным спортом, а также тир. Им также были основаны кафедра спортивной медицины и лаборатория проблем мышечных функций. Также он занимал пост тренера сборной СССР по лёгкой атлетике, готовя спортсменов к Олимпийским играм 1960, 1964, 1968, 1972 и 1976 годов.
Куду были подготовлены более 300 спортсменов, в том числе Хейно Липп, Вилве Нуммерт, Рейн Аун, Николай Авилов, Вальтер Кюльвет, Александр Чикин, Яан Юргенстейн, Альфред Писуке, Хейно Тийк, Леа Маремяэ, Линда Кепп, Пааво Кивине, Энно Аккел, Хенн Вяллимяэ и другие.

### Функционер
Как функционер был членом президиума федерации лёгкой атлетики (заместитель председателя в 1959—1961 годах) и тренерского совета (председатель в 1963—1966 годах), тренер сборной Эстонской ССР на Спартакиадах народов СССР. Признавался лучшим тренером СССР в 1964 и 1972 годах, инициатор международных соревнований по лёгкой атлетике (матч между Нидерландами и Словакией в 1965 году, матч между Эстонской ССР и Швецией в 1969 году и другие). Неоднократно выступал на тренерских собраниях, публиковал статьи в отечественных и зарубежных периодических изданиях, участвовал в работе ИААФ.

### Смерть
Скончался 29 сентября 1988 года в Тарту.

## Награды
- Награждён орденом Отечественной войны II степени (6 апреля 1985), орденом Красной Звезды и медалью «За отвагу».
- Отмечен значком «Отличник физической культуры» в 1958 году[8], званиями «Заслуженный деятель спорта Эстонской ССР[эст.]» и «Заслуженный тренер СССР» в 1964 году[2].
- Почётный член спортивного общества «Калев» (1963),
- почётный член Международной ассоциации легкоатлетических федераций (1964)[3].

В 1973 году награждён золотой медалью «Тренер победителя» от Спорткомитета СССР, в 1982 году отмечен наградой ФРГ международному тренеру.

## Память
С 1990 года проводится ежегодный мемориал памяти Куду, в 1992 году установлен памятник тренеру в Кяярику. В 2020 году Фред Куду был посмертно включён в спортивный зал славы Эстонии.

## Результаты
| Год  | Соревнование      | Город  | Дисциплина                    | Результат | Место |
| ---- | ----------------- | ------ | ----------------------------- | --------- | ----- |
| 1939 | Чемпионат Эстонии |        | прыжок в длину                | 6,62 м    | 1     |
| 1939 | Рекорды Эстонии   |        |                               |           |       |
| 1939 |                   | Пярну  | бег на 200 метров с барьерами | 26,7      |       |
| 1939 |                   | Таллин | бег на 200 метров с барьерами | 26,2      |       |